# Poecilotriccus
Genre
Poecilotriccus est un genre de passereaux de la famille des Tyrannidés, comprenant une dizaine d'espèces de todirostres, oiseaux sud-américains.

## Liste d'espèces
D'après la classification de référence (version 9.1, 2019) du Congrès ornithologique international (ordre phylogénique) :
- Poecilotriccus ruficeps (Kaup, 1852) – Todirostre bariolé
  - Poecilotriccus ruficeps melanomystax Hellmayr, 1927
  - Poecilotriccus ruficeps ruficeps (Kaup, 1852)
  - Poecilotriccus ruficeps rufigenis (Sclater, PL & Salvin, 1877)
  - Poecilotriccus ruficeps peruvianus Chapman, 1924
- Poecilotriccus luluae Johnson, NK & Jones, RE, 2001 – Todirostre de Lulu
- Poecilotriccus albifacies (Blake, 1959) – Microtyran à face blanche
- Poecilotriccus capitalis (Sclater, PL, 1857) – Microtyran noir et blanc
- Poecilotriccus senex (Pelzeln, 1868) – Todirostre à joues rousses
- Poecilotriccus russatus (Salvin et Godman, 1884) – Todirostre roussâtre
- Poecilotriccus plumbeiceps (Lafresnaye, 1846) – Todirostre gorgeret
  - Poecilotriccus plumbeiceps obscurus (Zimmer, JT, 1940)
  - Poecilotriccus plumbeiceps viridiceps (Salvadori, 1897)
  - Poecilotriccus plumbeiceps plumbeiceps (Lafresnaye, 1846)
  - Poecilotriccus plumbeiceps cinereipectus (Novaes, 1953)
- Poecilotriccus fumifrons (Hartlaub, 1853) – Todirostre à front gris
  - Poecilotriccus fumifrons fumifrons (Hartlaub, 1853)
  - Poecilotriccus fumifrons penardi (Hellmayr, 1905)
- Poecilotriccus latirostris (Pelzeln, 1868) – Todirostre à front roux
  - Poecilotriccus latirostris mituensis (Olivares, 1965)
  - Poecilotriccus latirostris caniceps (Chapman, 1924)
  - Poecilotriccus latirostris latirostris (Pelzeln, 1868)
  - Poecilotriccus latirostris mixtus (Zimmer, JT, 1940)
  - Poecilotriccus latirostris ochropterus (Allen, JA, 1889)
  - Poecilotriccus latirostris austroriparius (Todd, 1952)
  - Poecilotriccus latirostris senectus (Griscom & Greenway, 1937)
- Poecilotriccus sylvia (Desmarest, 1806) – Todirostre de Desmarest
  - Poecilotriccus sylvia schistaceiceps (Sclater), 1859
  - Poecilotriccus sylvia superciliaris (Lawrence), 1871
  - Poecilotriccus sylvia griseolus (Todd), 1913
  - Poecilotriccus sylvia sylvia (Desmarest, 1806)
  - Poecilotriccus sylvia schulzi (Berlepsch, 1907)
- Poecilotriccus calopterus (Sclater, PL, 1857) – Todirostre à ailes d'or
- Poecilotriccus pulchellus(Sclater, 1874) — Todirostre à dos noir